# Ґроґу
Ґроґу (англ. Grogu), також «Дитя» (англ. The Child), і розмовно відомий як «Малюк Йода» (англ. Baby Yoda) — вигаданий персонаж оригінальних телесеріалів «Мандалорець» і «Книга Боби Фетта» від стримингового сервісу Disney+. Належить до тієї ж інопланетної раси, що і магістр-джедай Йода — популярний персонаж оригінальної трилогії і трилогії приквелів «Зоряних воєн», та є чутливим до Сили.
Ґроґу — це дитинча, що спершу є ціллю мисливця за головами Мандалорця /Діна Джаріна за завданням залишків Галактичної імперії. Згодом Мандалорець рятує Ґроґу і той супроводжує його в пригодах по галактиці стаючи у ролі батька.

## Концепція і створення
Дитя належить до тієї ж інопланетної раси, що й магістр Йода, популярний персонаж «Зоряних воєн», але не є самим Йодою в молодості. Його біологічний вид вирізняється довгожительством, тому Дитя в віці понад 50 років усе ще мале. 

Персонаж був задуманий творцем серіалу «Мандалорець» Джоном Фавро, який бажав дослідити таємницю походження раси Йоди. Дитя зняте в основному з використанням аніматроніки і ляльок, хоча в деяких сценах використана CGI-графіка. Лялька керується двома техніками, один з яких керує очима і ротом, а інший контролює інші фізичні характеристики. Спочатку виконавчі продюсери Фавро і Дейв Філон сумнівалися, чи варто більше покладатися на CGI або на реальні зйомки, але актор Вернер Герцог переконав їх використовувати анімованих ляльок, навіть назвавши продюсерів «боягузами» за бажання використовувати CGI. Фавро сказав: 
Здебільшого цей персонаж — лялька. Коли використовується CGI, ми намагаємося передати рухи Дитяти максимально природно, ніби воно перебуває в нашій реальності. Я думаю, дуже часто використання CGI занадто очевидне, коли до параметрів героя не підходять творчо, не дозволяючи йому зберегти свою сутність і шарм.

## Сюжетні лінії

### Перший сезон
У першому епізоді серіалу «Мандалорець» титульний мисливець за головами — Мандалорець отримує високооплачуване замовлення від Клієнта, таємничого імперського чиновника, щоб вистежити і зловити невідому ціль віком п'ятдесят років. Проникнувши у віддалений і добре захищений табір, Мандалорець наздоганяє ціль, яка виглядає як дитина того ж виду, що і Йода. Коли дроїд-мисливець за головами, член гільдії IG-11 намагається вбити дитину заради нагороди, Мандалорець знищує дроїда пострілом, забираючи Дитя живим.
У «Главі 2: Дитя» Мандалорець зазнає нападу бруднорога (істоти, схожої на носорога). Коли звір кидається на нього, Малюк використовує Силу, щоб підняти істоту в повітря, дозволяючи здивованому Мандалорцю вбити його. Мандалорець доставляє Малюка Клієнту на Неварро і отримує нагороду.
Всупереч своїм звичаям, Мандалорець потім запитує про плани Клієнта щодо Малюка, але отримує відповідь, що це не його турбота. Мандалорець отримує нову роботу від лідера гільдії мисливців за головами, Грифа Карги, але дізнавшись, що Дитя буде використане зі злочинною метою, повертається, щоб проникнути на базу Клієнта і забрати Малюка, якого вивчає доктор Першинг. Убивши безліч штурмовиків, Мандалорець потрапляє в засідку мисливців за головами гільдії і Карги, які вимагають, щоб він передав Малюка за додаткову нагороду. Мандалорцю вдається ненадовго втекти, коли несподівано прибувають інші Мандалорці Племені, нападаючи на мисливців за головами і дозволяючи йому втекти з Малюком.

### Другий сезон
Малюк супроводжує Мандалорця в його пошуках нової родини для дитинчати. Мандалорець допомагає тимчасово передає Ґроґу маршалу Ванту на Татуїні під час спроби вбити крайтського дракона, який атакував місто Мос Пелго.
Під час виконання наступного завдання Малюк з'їдає частину вантажу Мандалорця — ікру клієнтки попри те, що Мандалорець прямо заборонив це робити. Апетит Малюка також створює проблеми, коли Мандалорець із товаришами опинилася на Малдо Крейс, де Малюк з'їдає яйце павукоподібної істоти саме тоді, коли вилуплюється решта зграї. Зрештою їх рятують пілоти Нової Республіки. Потім, коли Мандалорець вирушає знищити останню імперську базу на Неварро в обмін на ремонт свого зорельота, Малюк залишається в місцевій школі, де використовує Силу, щоби вкрасти печиво. Досліджуючи імперську базу, Мандалорець та інші натрапляють на записи про експерименти з клонування, проведені імперськими вченими, що включають переливання крові Малюка клонам, аби надати їм чутливості до Сили.
У «Розділі 13: Джедай» Мандалорець відводить Малюка до колишньої джедайки Асоки Тано на Корвусі, де вона спілкується з дитинчам через Силу, дізнавшись його ім'я — Ґроґу, і що він був у Храмі джедаїв під час Великого винищення джедаїв. Асока не бажає навчати Ґроґу через його сильну прихильність до Мандалорця, тому радить відвести дитинча до храму джедаїв на Тайтоні, де Ґроґу зможе зв'язатися з іншим джедаєм через Силу. Коли Мандалорець доставляє Ґроґу до храму, той починає медитувати, створюючи навколо себе захисне поле Сили. Мофф Ґідеон прибуває зі своїми Чорними штурмовиками та захоплює Ґроґу, щоби передати доктору Першингу.
Мандалорець переслідує Ґідеона та встряє зі своїми товаришами в бій із Чорними штурмовиками. Зненацька на допомогу приходять дроїд R2-D2 і його хазяїн — Люк Скайвокер. Мандалорець передає Ґроґу Люкові, перед цим показавши дитинчаті своє обличчя, знявши шолом.

### Книга Боби Фетта
Ґроґу з'являється в шостому епізоді серіалу «Книга Боби Фетта». Тренуючись із Люком, Боба допомагає Ґроґу згадати деякі моменти його минулого, зокрема події у Храмі джедаїв на Корусанті. Мандалорець приходить відвідати Ґроґу, але після розмови з Асокою Тано вирішує не перешкоджати його навчанню. Проте він дає Асокі подарунок, щоб доставити його Ґроґу: кольчугу з металу бескару, викувану Зброяркою мандалорців, яку він зустрів раніше. Асока віддає кольчугу Люку, який зізнається, що не впевнений чи стане Ґроґу джедаєм. Слідуючи пораді Асоки прислухатися до своїх інстинктів, Люк вирішує дозволити Ґроґу вибрати свою долю, попросивши на кольчугу чи меч. Як з'ясовується в завершальному, сьомому, епізоді, Ґроґу обрав повернутися до Мандалорця. Він приземляється в ангарі Мотто на Татуїні з R2-D2 на зоряному винищувачі Люка. Він і Мотто допомагають Мандалорцю, Бобі Фетту та їхнім союзникам перемогти Синдикат Пайка. Ґроґу використовує Силу, щоб приспати звіра ранкора, котрий нищив місто. Після цього Ґроґу та Мандалорець разом відлітають з Татуїну на новому мандалорському винищувачі.

### Третій сезон
Ґроґу супроводжує Мандалорця в його пошуках спокути за те, що зняв шолом. У «Розділі 17: Відступник» Мандалорець на планеті Неварро частково відремонтував IG-11 як потенційного компаньйона, але IG-11 за замовчуванням виконує свою початкову програму дроїда-вбивці й намагається вбити Ґроґу.
Коли Мандалорець прибуває на спустошений Мандалор у пошуках священної води для спокути, його захоплює кіборг у шахтах. Ґроґу повертається на поверхню і летить з дроїдом R5 напланету Калевала, щоб повідомити Бо-Катан про біду. Бо-Катан рятує Мандалорця та виступає свідком його спокути. Мандалорець усиновлює Ґроґу.
Під час відвідання Мандалорцем мандалорського сховку, Ґроґу тренується з іншими бійцями і спершу програє, але потім демонструє акробатику і перемагає. Ґроґу зустрічається зі зброяркою, котра дарує йому плиту з бескару. Дитинча пригадує як його врятували з Корусанта за допомоги магістра-джедая Келлерана Бека і членів Збройних сил Набу.
Повернувшись на Неварро, Мандалорець передає залишки дроїда IG-11 майстрам, які переробляють на екзоскелет для Ґроґу. Вони також обладнують екзоскелет кнопками, через які Ґроґу може повідомляти «так» або «ні». Пізніше Ґроґу супроводжує об'єднаних мандалорців у їхній спробі повернути Мандалор. Коли між двома воїнами з різних племен спалахує сварка, Ґроґу втручається, щоб заспокоїти їх і відновити мир.
У «Розділі 24: Повернення» Ґроґу рятує мандалорця після того, як той потрапив у полон, і допомагає йому пробитися через облаштовану на планеті базу моффа Ґідеона. Ґроґу стикається з трьома преторіанцями, які знищують його екзоскелет. Але він використовує Силу, щоб перемогти охоронців і моффа Ґідеона, а пізніше захистити себе, Мандалорця та Бо-Катан від вибуху бази. Коли Мандалор відвойовано, Мандалорець приймає Ґроґу як свого сина та учня, і Зброярка дає йому ім'я Дін Ґроґу. Пара залишає Мандалор, щоб Дін Ґроґу міг завершити навчання. В останній сцені Мандалорець відпочиває біля будинку на Неварро, який він отримав за свої послуги, а Ґроґу грається з жабою.

## Прийом публікою і вплив
Малюк був добре прийнятий серед фанатів. Незабаром він став популярним інтернет-мемом і проривним персонажем. Журнал «The Guardian» назвав його «найвизначнішим новим персонажем 2019 року», а багато хто приписав Малюкові ключову роль в успіху серіалу. Корінні народи у Сполучених Штатах і Канаді сприйняли Малюка як символ представника іншого корінного народу і використовують цього персонажа в мистецтві і мемах.
У грудні 2019 року в журналі «Time» вийшла стаття про генерального директора компанії «Волт Дісней» Роберта Айгере, в якій він названий «Підприємцем року»; в ній фігурує його малюнок Малюка. Персонажа також спародіювали в епізоді «Південного парку» «Basic Cable» у грудні 2019 року.
Головнокомандувач ЗМУ Валерій Залужний з'явився 19 червня 2023 року на відео з Генштабу ЗСУ в бронежилеті, на якому є нашивка у вигляді Ґроґу чи Йоди.
Якщо в пошуковій системі Google задати «Ґроґу» чи «Малюк Йода», то ця істота з’явиться в нижньому правому куті екрана. Коли на Ґроґу натиснути, він почне витягувати верхні результати пошуку. При інтенсивних натисканнях він розтрощить сторінку результатів.

## Товарний оборот
У спробі зберегти інформацію про персонажа в таємниці до показу серіалу виробництво товарів з Малюком було припинено. У результаті багато неліцензійних продуктів були створені і продані через Інтернет. Офіційні товари, що стосуються персонажа, як очікується, будуть випущені навесні 2020 року. Перші два предмети — це 10-дюймова Funko POP! статуетка і 11-дюймова м'яка іграшка від Mattel.